# (8033) 1992 FY1
A (8033) 1992 FY1 a Naprendszer kisbolygóövében található aszteroida. Ueda Szeidzsi és Kaneda Hirosi fedezte fel 1992. március 26-án.